# Novembre 1926

## Événements
- Afrique[1] : le roi des Ashanti Prempeh, rentré d’exil en 1924, remonte sur le trône.

- 12 novembre[2]: début de la révolte communiste aux Indes néerlandaises (fin 1926, début 1927). Elle commence à Banten et à Batavia, où les insurgés s’emparent pendant quelques heures du central téléphonique, puis gagne la côte occidentale de Sumatra. La répression arrête 13 000 personnes dont 4 700 sont condamnés, des milliers d’autres sont transférées sans jugement dans les camps d’internement de Digoul en Nouvelle-Guinée. Le Parti communiste indonésien, affaibli par des luttes internes, est interdit.

- 14 novembre : Adolfo Díaz est installé comme président du Nicaragua par les États-Unis.

- 15 novembre : Washington Luís Pereira de Sousa, président de la République du Brésil. Candidat des États de São Paulo et Minas Gerais, il pratique une politique de construction de routes et d’orthodoxie financière. Getúlio Vargas, ministre des Finances.

- 17 novembre : premier vol du de Havilland DH.65 Hound.

- 18 novembre : déclaration Balfour de 1926. Indépendance constitutionnelle du Canada proclamée à la Conférence impériale. Nomination d’un ministre plénipotentiaire à Washington. Les puissances étrangères établissent à Ottawa des légations, dont la plupart seront transformées en ambassades après 1944.

- 25 novembre : une formation de 23 Farman Goliath reconvertis en hydravions traverse la Méditerranée entre Saint-Raphaël (France) et Karouba (Tunisie)

- 29 novembre, Portugal : Óscar Carmona, président de la République.

## Naissances
- 1er novembre : Lou Donaldson, saxophoniste alto américain de jazz († 9 novembre 2024).
- 3 novembre : 
  - Paul Rebeyrolle, peintre français († 7 février 2005).
  - Mousse Boulanger, journaliste écrivaine vaudoise († 16 janvier 2023).
- 5 novembre : John Berger, écrivain britannique († 2 janvier 2017).
- 7 novembre : Graeme Allwright, chanteur néozélandais francophone († 16 février 2020).
- 9 novembre : Luis Miguel González Lucas dit « Luis Miguel Dominguín », matador († 8 mai 1996).
- 10 novembre : Juan Jesús Posadas Ocampo, cardinal mexicain, archevêque de Guadalajara († 24 mai 1993).
- 11 novembre : José Manuel Caballero Bonald, écrivain espagnol († 9 mai 2021).
- 14 novembre : Lambert Amon Tanoh, homme politique ivoirien  († 13 janvier 2022).
- 21 novembre : William Wakefield Baum, cardinal américain, pénitencier majeur émérite († 23 juillet 2015).
- 24 novembre : Tsung-Dao Lee, physicien américain († 4 août 2024).
- 25 novembre :
  - Poul Anderson, écrivain de science-fiction et de fantasy américain († 31 juillet 2001).
  - Jeffrey Hunter, acteur de cinéma et de télévision américain († 27 mai 1969).